# Instrucción atómica
Instrucción atómica o instrucción particular única en informática, se refiere a un conjunto de instrucciones que al ser ejecutadas son vistas por el resto del sistema como una sola instrucción indivisible.

## Condiciones
Para cumplir esto, se requieren dos condiciones:
- Ningún otro proceso puede tomar conocimientos de los cambios realizados hasta que se completen todas las instrucciones del conjunto.
- Si no puede realizarse al menos una de las instrucciones del conjunto, el estado del sistema debe retrotraerse al inicio de las operaciones, tal como si ninguna hubiese sido ejecutada.

Para el resto del sistema no es accesible ningún estado intermedio durante la ejecución del conjunto de operaciones.
- Datos: Q25633119